# Kroměříž
Kroměříž ['kromɲɛr̝iːʃ] (deutsch Kremsier) ist eine Stadt im gleichnamigen Bezirk in der Region Zlín in Ostmähren, Tschechien. Sie liegt unmittelbar südlich der Einmündungen der Haná und Moštěnka in die March. 1997 wurde Kremsier, dessen Stadtzentrum unter Denkmalschutz steht, zur schönsten historischen Stadt Tschechiens gewählt. Wegen seiner historischen, kulturellen und politischen Bedeutung trug es den Beinamen „Athen der Hanna-Region“.

## Geschichte
Die Ursprünge der Siedlung reichen in die Zeit des Großmährischen Reiches zurück. Als Dorf wird Kremsier erstmals 1110 erwähnt, als es durch den Olmützer Bischof Johannes II. erworben wurde. Wegen seiner Lage am Schnittpunkt mehrerer Handelswege konnte es sich rasch entwickeln und wird 1207 als Marktflecken bezeichnet. Um 1266 wurde es auf Anregung des Bischofs Bruno von Schauenburg, der um diese Zeit eine Burg errichten ließ, durch König Přemysl Otakar II. zur Stadt erhoben und erhielt 1290 durch den Bischof Dietrich von Neuhaus das Brünner Stadtrecht.
Während der Hussitischen Kriege wurde Kremsier 1423 und 1432 erobert und galt als die radikalste hussitische Stadt in Mähren. Nachfolgend wechselten mehrfach die Besitzer, von denen die Stadt auch verpfändet wurde. Erst 1456 wurde Kremsier an das Olmützer Bistum zurückgegeben.
1465–1471 war Kremsier das Zentrum der kriegerischen Auseinandersetzungen zwischen dem böhmischen König Georg von Podiebrad und dem ungarischen König Matthias Corvinus, die erst 1479 im Frieden von Olmütz beigelegt werden konnten. Anfang des 16. Jahrhunderts wurde Kremsier unter Bischof Stanislaus Thurzo, der die gotische Burg zu einem Renaissance-Schloss umbauen ließ, Hauptresidenz der Olmützer Bischöfe. Unter den Olmützer Bischöfen war Jan Pivec von Hratschein und Klimstein Ende des 16. Jahrhunderts Hauptmann der Stadt. Unter den Bischöfen Wilhelm Prusinovský und Stanislaus Pavlovský gelangte die Stadt zu Wohlstand, wodurch sie zu einem wichtigen politischen und kulturellen Zentrum der Markgrafschaft Mähren wurde.
Im Dreißigjährigen Krieg wurde Kremsier nach Einnahme durch General Lennart Torstensson völlig zerstört. Erst mit dem Regierungsantritt des Bischofs Karl II. von Liechtenstein-Kastelkorn erlebte die Stadt einen wirtschaftlichen Aufschwung. Er baute die Stadt wieder auf, ließ Straßen, Wasserleitung und Kanalisation anlegen, errichtete die Bischöfliche Residenz und gründete ein Piaristengymnasium.

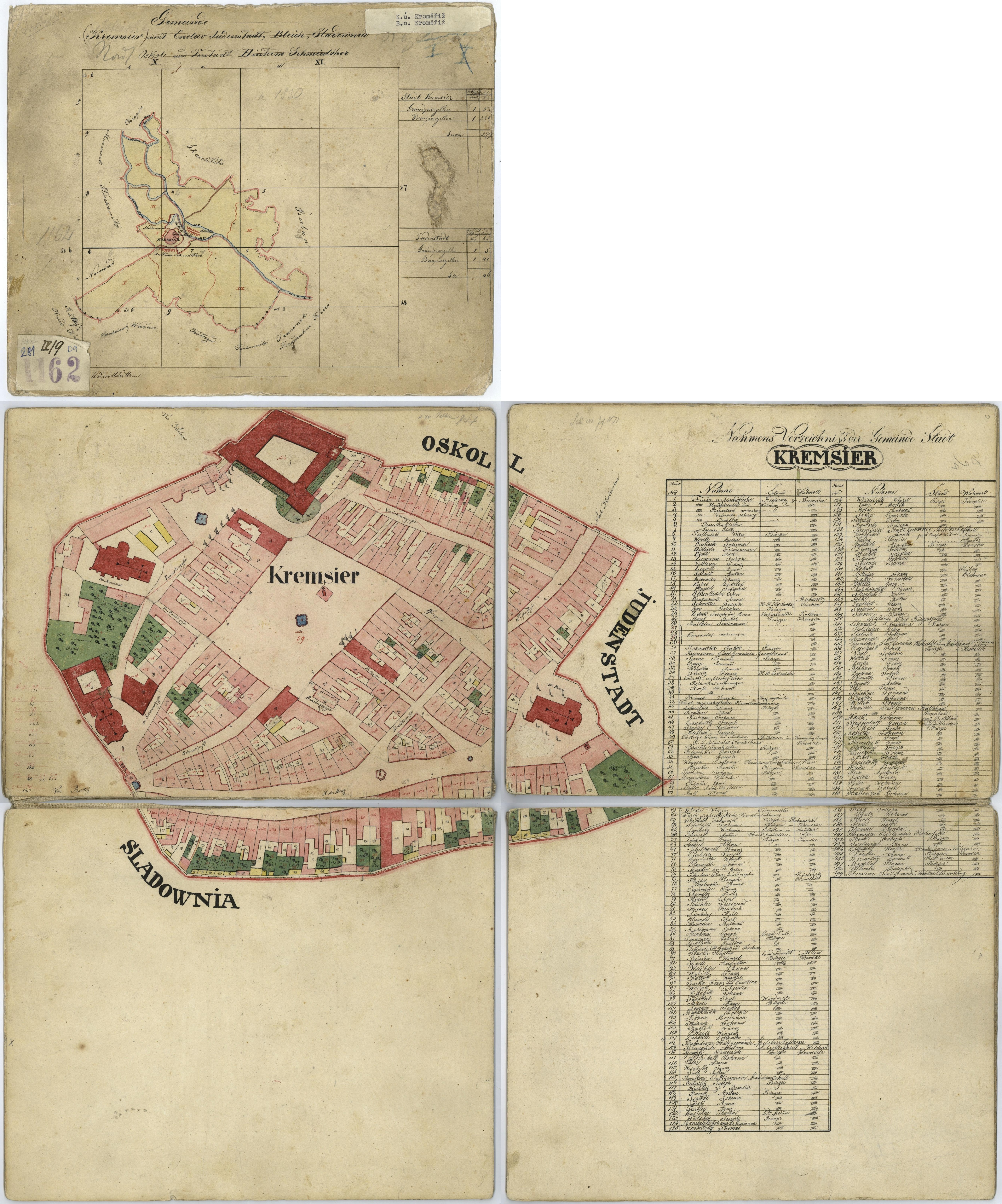
Kremsier (1830)

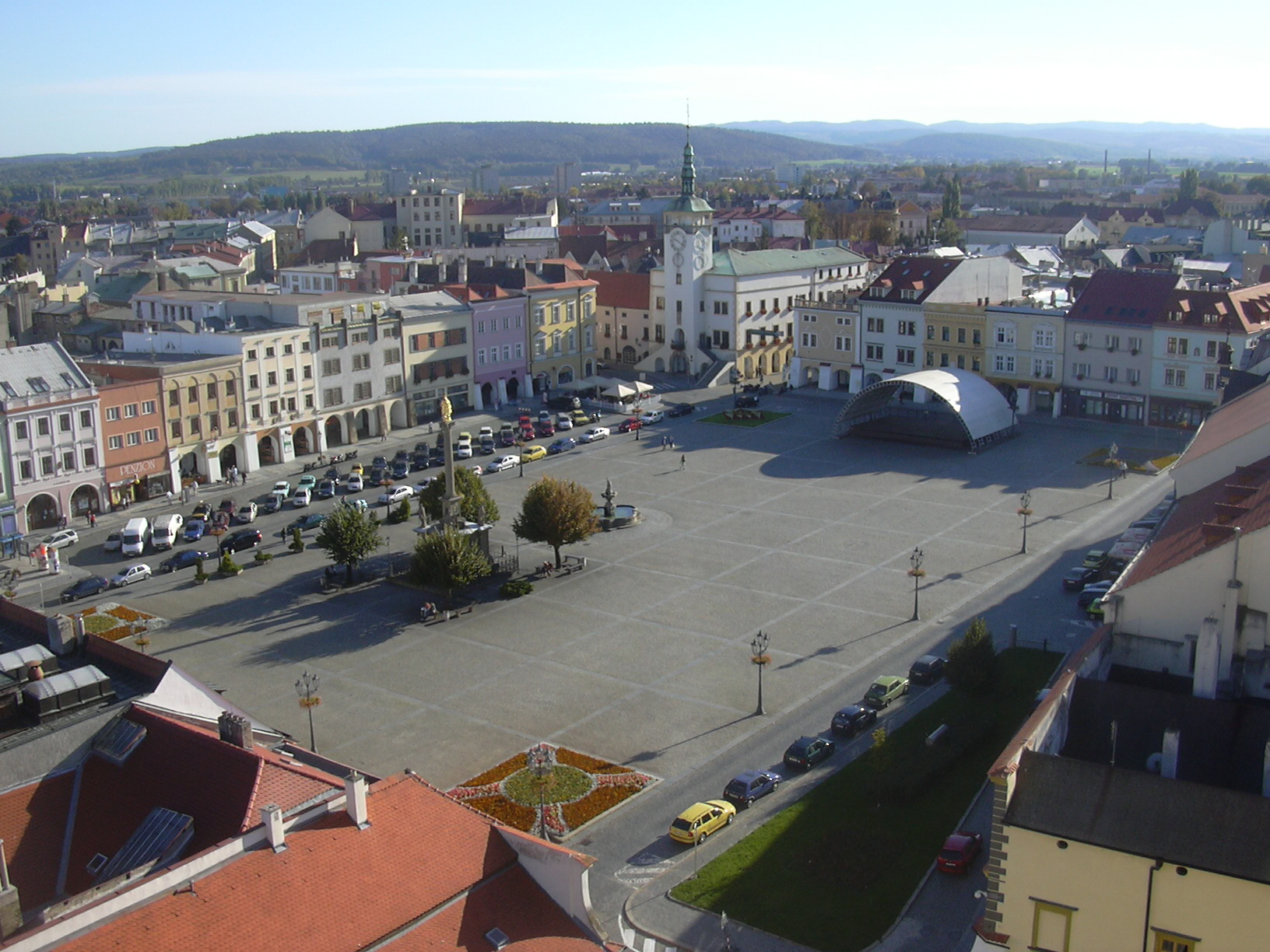
Blick vom Schlossturm auf den Marktplatz

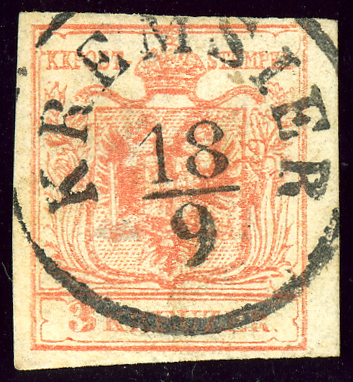
Briefmarke der österreichischen Wappenausgabe 1850 mit Ortsstempel von Kremsier

Im österreichischen Erbfolgekrieg wurde Kremsier 1742 von der preußischen Armee besetzt und 1752 von einem Brand heimgesucht. Eine neuerliche Besetzung musste es 1805 während der Napoleonischen Kriege erdulden.
1887 gründete Ignac Lorenz die Maschinenfabrik Lorenz, die bis zur Verstaatlichung 1948 vor allem landwirtschaftliche Maschinen herstellte.
Geschichtliche Bedeutung erlangte die Stadt im Herbst 1848. Nach der blutigen Niederschlagung des Wiener Oktoberaufstandes wurde der konstituierende Reichstag nach Kremsier verlegt und am 22. November im Sitzungssaal des Erzbischöflichen Schlosses eröffnet. Der Reichstag erstellte einen Verfassungsentwurf, der die Habsburgermonarchie in einen föderalistischen Staat umwandeln sollte. Kaiser Franz Joseph und sein Ministerpräsident Felix Fürst zu Schwarzenberg ignorierten jedoch den Kremsierer Entwurf, führten stattdessen die Oktroyierte Märzverfassung ein und lösten den Reichstag mit militärischer Hilfe am 7. März 1849 auf.
1885 trafen sich in Kremsier Kaiser Franz Joseph und Zar Alexander III. zu politischen Gesprächen.
Im 20. Jahrhundert nahm die Einwohnerzahl durch Eingemeindung der umliegenden Dörfer stark zu.

## Wappen
Das Stadtwappen von Kroměříž zeigt das darin einbezogene Familienwappen des Adelsgeschlechtes Dietrichstein, welches vor Ort begütert war.

## Sehenswürdigkeiten

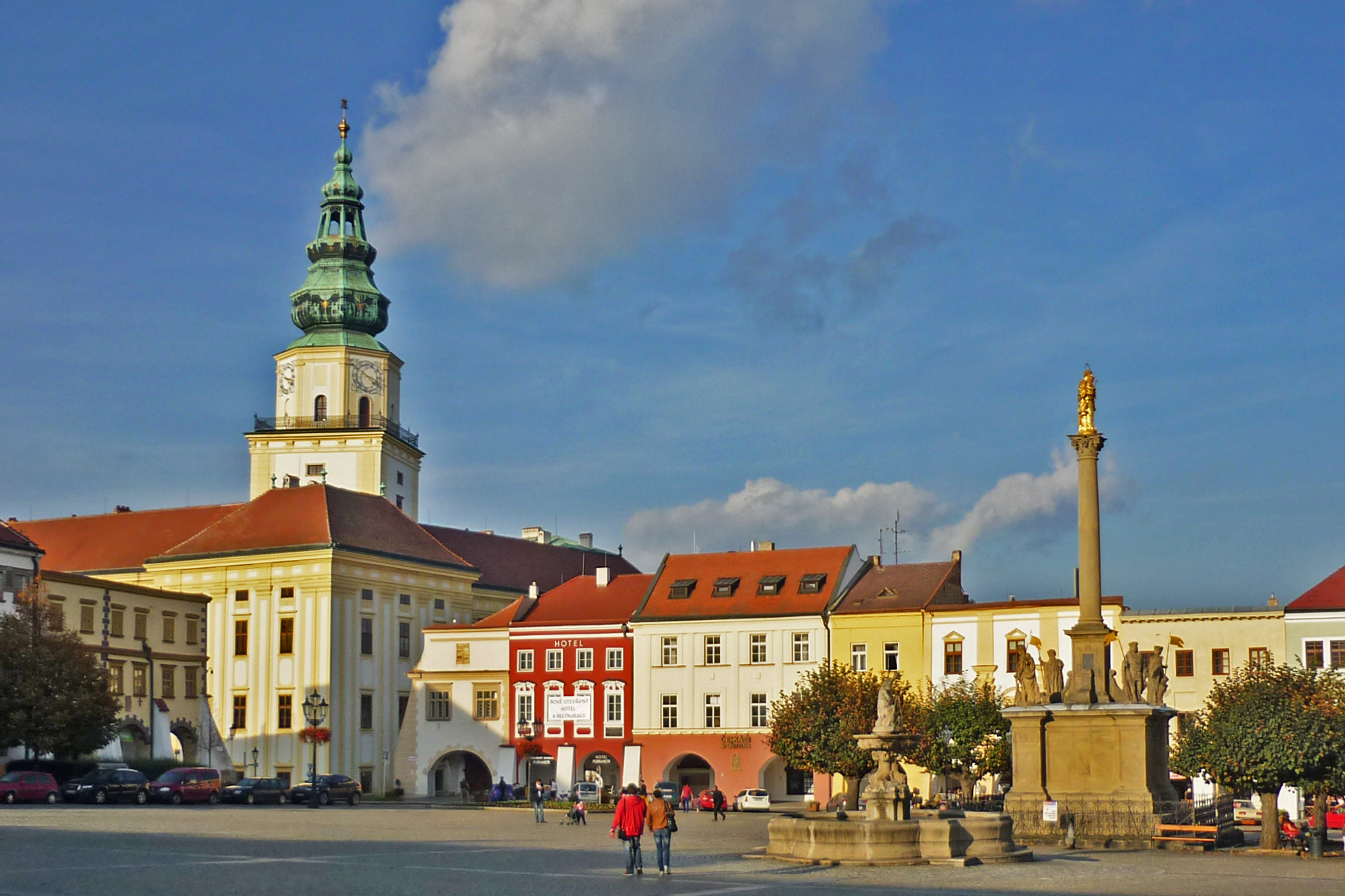
Marktplatz und Schloss

Das historische Stadtzentrum wurde 1978 zum städtischen Denkmalreservat erklärt.
- Am Hauptplatz (Velké náměstí):
  - Das Erzbischöfliche Schloss wurde 1998 in die UNESCO-Liste des Weltkulturerbes aufgenommen.
  - Bürgerhäuser mit gotischen Laubengängen und Barockgiebeln, zum Teil mit Sgraffito-Schmuck.
  - Renaissance-Rathaus aus dem Jahre 1611.
  - Barockbrunnen von 1655.
  - Mariensäule, nach der Pest von 1680 aufgestellt.
- Dreifaltigkeitssäule von 1686 (Riegrovo náměstí).
- Die St.-Mauritius-Kirche (chrám sv. Mořice) aus dem 13. Jahrhundert ist die älteste Kirche der Stadt.
- Piaristenkirche Johannes der Täufer (chrám sv. Jana Křtitele).
- Kirche der Gesegneten Jungfrau Maria (chrám Blahoslavené Panny Marie).
- Erzbischöfliche Münze aus dem Jahre 1665.
- Stadtmuseum.
- Etwa 500 Meter westlich des Hauptplatzes liegt der Blumengarten (Květná zahrada), der 1665–1675 von Filiberto Lucchese und Giovanni Pietro Tencalla nach Versailler Vorbild mit Grotten, Labyrinthen und einem Pavillon gestaltet wurde. Die Westseite des Gartens wird durch eine 233 m lange Kolonnade mit Standbildern antiker Götter begrenzt.
- Der Schlosspark Kroměříž

## Persönlichkeiten

### Söhne und Töchter der Stadt
(Folgende Persönlichkeiten sind in Kroměříž geboren. Die Auflistung erfolgt chronologisch nach Geburtsjahr. Ob sie ihren späteren Wirkungskreis in Kroměříž hatten oder nicht, ist dabei nicht berücksichtigt.)
- Johannes Milicius (* zw. 1320 u. 1325, † 1374), böhmischer Prediger
- Ignaz Jakob Florian Casparides (1700 – um 1773), Orgelbauer
- Ferdinand Laurencin (1819–1890), Musikschriftsteller und Musikkritiker
- Emanuel Mendel Baumgarten (1828–1908), österreichisch-ungarischer Schriftsteller, Journalist, Hebraist und Kommunalpolitiker in Wien
- Maximilian Freiherr Mayer von Wallerstain und Ahrdorff (1845–1928), römisch-katholischer Geistlicher und Dichter
- Max Švabinský (1873–1962), Maler und Graphiker
- Hermann Pokorny (1882–1960), österreichisch-ungarischer Kryptoanalytiker
- Max Spielmann (1881–1970), Architekt
- Václav Talich (1883–1961), Dirigent und Violinist
- Bernhard Waber (1884–1945), General der Flieger
- Jan Rypka (1886–1968), Orientalist, Übersetzer und Inhaber des Lehrstuhls der Iranologie und Turkologie an der Karls-Universität Prag
- Robert Land (1887–1940), tschechisch-österreichischer Filmregisseur
- Augustin Krist (1894–1964), Fußballschiedsrichter und Sportfunktionär
- Eduard Žáček (1899–1973), Architekt
- Josef Silný (1902–1981), Fußballspieler
- Alexej Čepička (1910–1990), Politiker
- Walter Staffa (1917–2011), deutscher Vertriebenenfunktionär
- Albin Glaser (1919–1993), israelischer Architekt
- Jaroslav Koutecký (1922–2005), Physiker
- Karel Prager (1923–2001), Architekt
- Miloš Macourek (1926–2002), Autor
- Josef Karlík (1928–2009), Schauspieler
- Eva Zikmundová (1932–2020), Opernsängerin
- Milan Pitlach (1943–2021), Architekt und Fotograf
- Karel Kryl (1944–1994), Sänger
- Michal Peprník (* 1960), Amerikanist
- Pavel Hapal (* 1969), Fußballspieler
- Pavel Novotný (* 1973), Fußballspieler
- Radek Vondráček (* 1973), Politiker
- Tomáš Netopil (* 1975), Dirigent
- Jaromír Paciorek (1979–2025), Fußballspieler
- Šárka Nakládalová (* 1985), Beachvolleyballspielerin
- Gabriela Gunčíková (* 1993), Sängerin
- Filip Chytil (* 1999), Eishockeyspieler

### Im Ort wirkten
(Die Auflistung erfolgt alphabetisch.)
- Břetislav Bakala, tschechischer Dirigent, Chorleiter und Komponist, besuchte hier das Gymnasium;
- Heinrich Ignaz Franz Biber, Violinist, war 1668–1670 im Dienst des Bischofs Karl Liechtenstein-Kastelkorn;
- Karel Leopold Klaudy, tschechischer Rechtsanwalt und Politiker, hier Mitglied des Reichstags bis zu dessen Auflösung;
- Pavel Josef Vejvanovský (um 1633–1693), böhmischer Komponist, Trompeter und Dirigent an der Sommerresidenz der Olmützer Fürstbischöfe in Kremsier.

### Stolpersteine

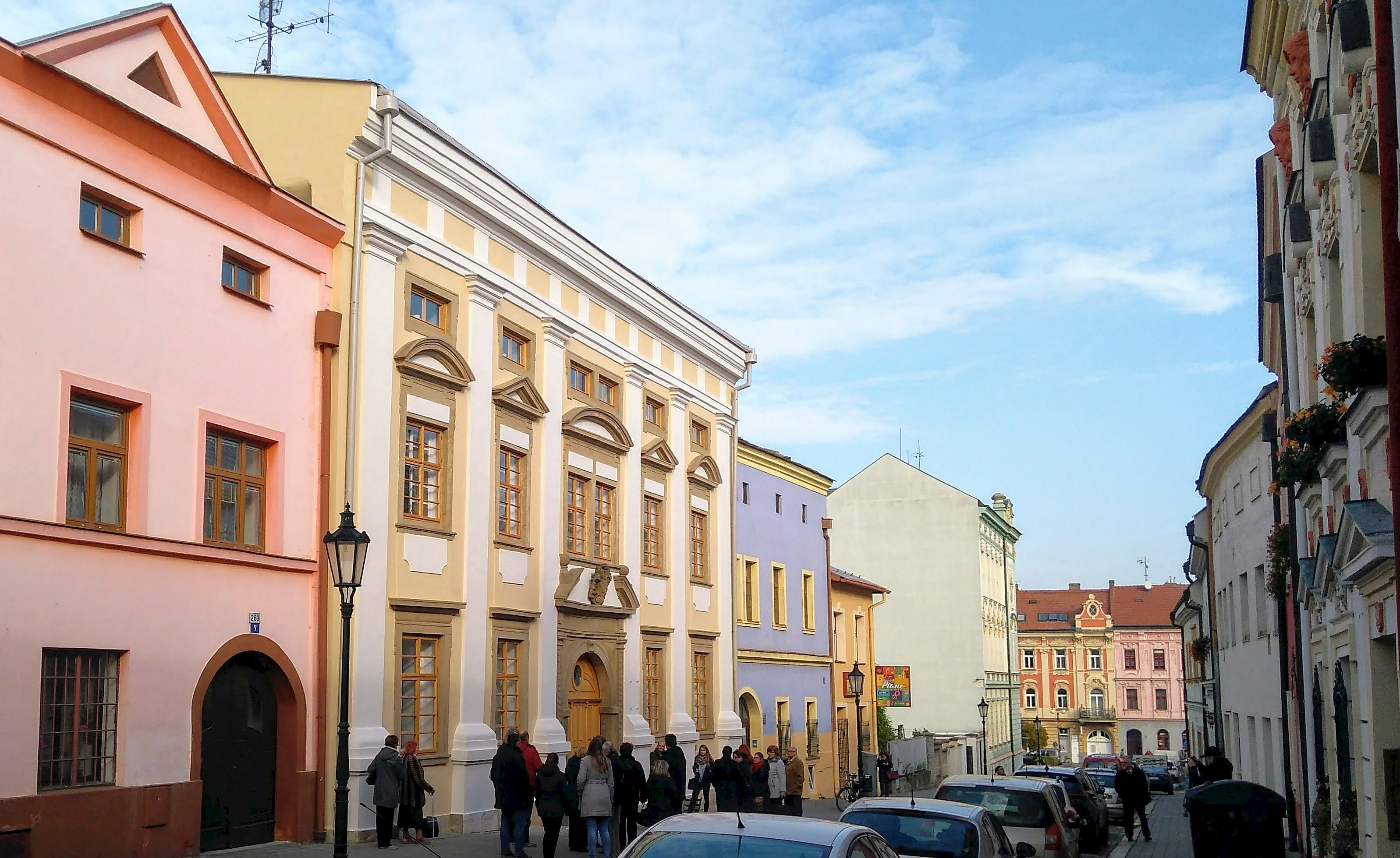
Jüdisches Rathaus Kroměříž, Wohnort der Familie Astel (am 6. November 2017, kurz vor der Steinverlegung)

In Kroměříž wurden bislang fünf Stolpersteine für durch die Naziverfolgung ermordete jüdische Bürger verlegt – für Emil Brand sowie den Rabbiner in Kroměříž, Joachim Astel, und drei weitere Mitglieder seiner Familie. Die letzte Verlegung erfolgte am 6. November 2017. In der Zeit des Protektorats Böhmen und Mähren wurden in der Stadt insgesamt 259 Juden in Konzentrationslager verschleppt und ermordet.

## Stadtteile
(Stand: 2001)
- Bílany (dt. Bielan); 93 Häuser, 292 Einwohner
- Drahlov (dt. Drahlow); 48 Häuser, 127 Einwohner
- Hradisko (dt. Hradisko); 83 Häuser, 221 Einwohner
- Kotojedy (dt. Kottoged); 52 Häuser, 126 Einwohner
- Kroměříž (dt. Kremsier); 3532 Häuser, 25.826 Einwohner
- Postoupky (dt. Postupek); 202 Häuser, 558 Einwohner
- Těšnovice (dt. Tischnowitz); 137 Häuser, 412 Einwohner
- Trávník (dt. Trawnik, älter Traunitz[5]); 131 Häuser, 392 Einwohner
- Vážany (dt. Waschan); 289 Häuser, 1.128 Einwohner
- Zlámanka (dt. Zlamanka); 72 Häuser, 143 Einwohner

## Gemeindepartnerschaften
Kroměříž unterhält Partnerschaften mit folgenden Städten und Gemeinden:
- Châteaudun, Frankreich
- Nitra, Slowakei
- Krems an der Donau, Österreich
- Piekary Śląskie, Polen
- Râmnicu Vâlcea, Rumänien